# Monique Laurent
Monique Laurent (1960) és una informàtica i matemàtica francesa, experta en optimització matemàtica. És investigadora en el Centre de Matemàtiques i Informàtica, a Amsterdam, d'on és també membre de l'equip gestor. Laurent també té una plaça a mitja jornada com a professora d'econometria i investigació operativa a la Tilburg University.

## Educació i carrera
Laurent va obtenir el doctorat a la Universitat Denis Diderot de París l'any 1986, sota la supervisió de Michel Deza.
Va treballar al CNRS de 1988 a 1997, quan es va traslladar al Centre de Matemàtiques i Informàtica. Va tenir una segona plaça a Tilburg l'any 2009.

## Obra
Juntament amb Deza, Laurent és l'autora del llibre Geometry of Cuts and Metrics (Algorithms and Combinatorics 15, Springer, 1997).

## Premis i honors
Va ser ponent plenària al Congrés Internacional de Matemàtics de 2014. Va ser elegida membre de la Societat de Matemàtiques Industrials i Aplicades (SIAM) l'any 2017, "per les seves contribucions en l'optimització discreta i polinòmica i per revelar-ne les seves interaccions". Ha estat membre de l'Acadèmia Reial d'Arts i Ciències dels Països Baixos des de 2018.